# Gentiana acaulis
Gentiana acaulis és una espècie de planta fanerògama que pertany a la família de les gencianàcies (Gentianaceae). És popularment coneguda com genciana blava o Genciana acaule.

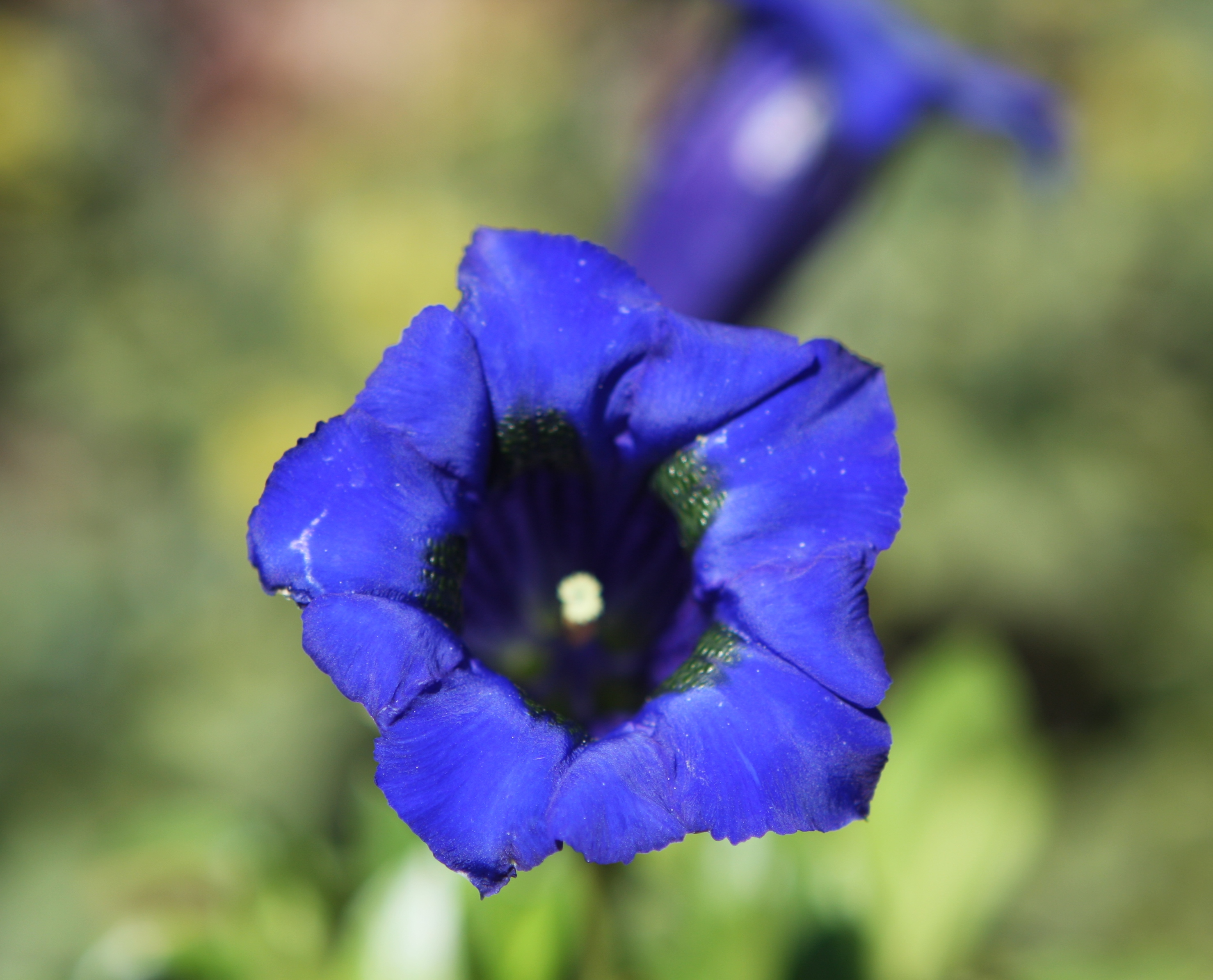
Detall de la flor

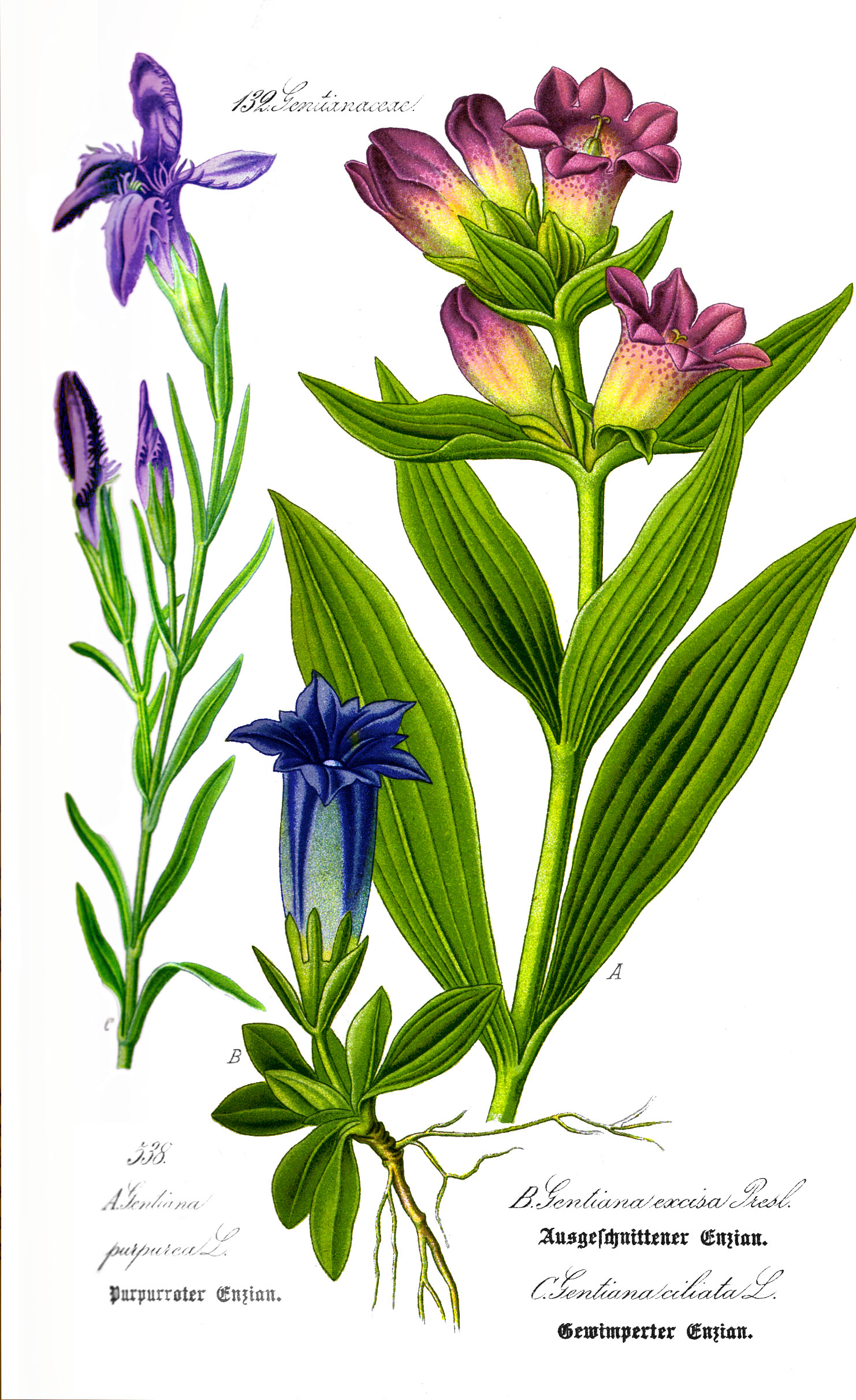
Il·lustració

## Descripció
És una planta perenne, que creix en sòls àcids. La seva alçada és de 2 cm i la seva extensió és de 10 cm o més. Les fulles són perennes de 2 a 3,5 cm de llargada, en una roseta basal, on forma grups. Les flors són en forma de trompeta terminal, tenen un color blau-verd oliva amb taques longitudinals. Creixen sobre un peduncle molt curt, de 3 a 6 cm de llarg. La tija de la flor es troba sovint sense fulles, o 1 o 2 parells de fulles.
Li agrada el ple sol, és totalment resistent i floreix a mitjans de la primavera i tot l'estiu.
Estan estretament relacionades amb Gentiana clusii, sovint és anomenada amb el mateix nom comú, es diferencia perquè creix millor en sòls llimosos. També té les fulles més curtes i les flors no tenen ratlles verdes.

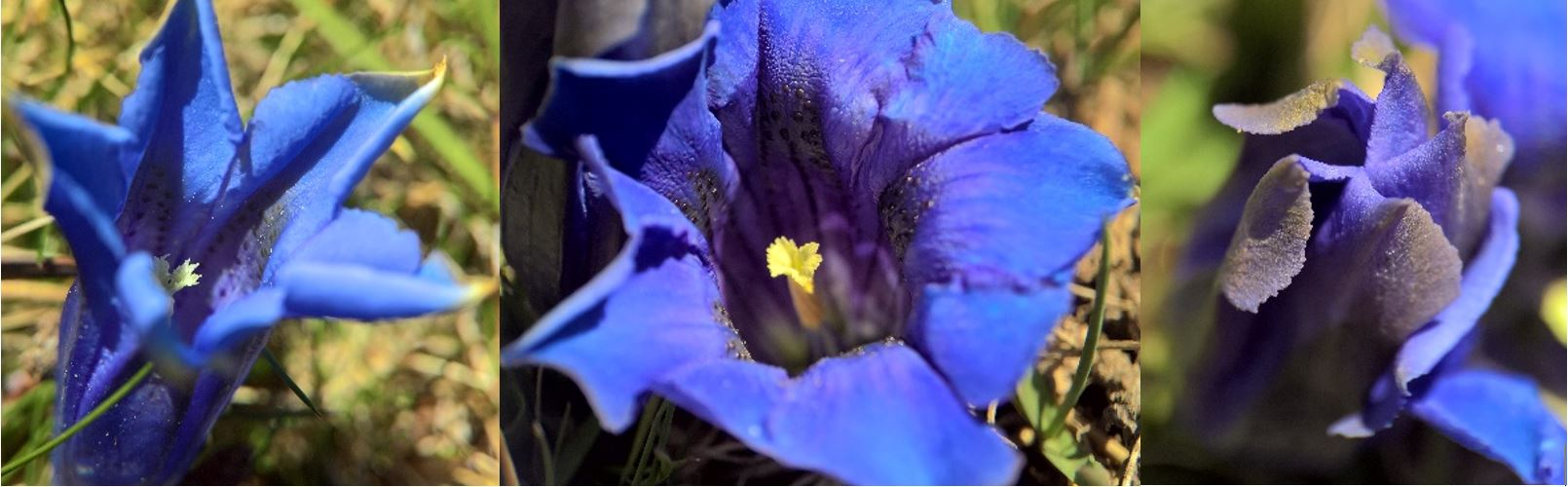

## Distribució i hàbitat
És una petita genciana nativa del centre i sud d'Europa des del centre de la península Ibèrica als Balcans, augmentant sobretot en zones muntanyoses, com els Alps, Cevenes i els Pirineus, en alçades de 800 a 3.000 msnm.

## Propietats
En la medicina tradicional s'utilitza com a antipirètic, digestiu, tònic amarg, colerètic. Tòpicament, la infusió aclareix les pigues.

### Principis actius
Conté: genciocaulina, àcid tànnic i Àcid gàl·lic, sucres.

## Taxonomia
Gentiana acaulis va ser descrita per Carl von Linné i publicat a Species Plantarum 1: 329, a l'any 1753.

## Etimologia i sinonímia
Etimologia

Gentiana: Segons Plini el Vell i Dioscòrides Pedaci, el seu nom deriva del de Genci, rei de Il·líria en el segle ii, a qui s'atribuïa el descobriment del valor curatiu de la Gentiana lutea.
acaulis: epítet llatí que significa sense tija.
Sinonímia
- Ciminalis acaulis (L.) Borkh.[8][9]
- Gentianusa acaulis (L.) Pohl[8][9]
- Ericala alpina G.Don[9]
- Lexipyretum acaule (L.) Dulac[8]
- Pneumonanthe acaulis (L.)[8][9]